# 泉州公交K6路
泉州公交K6路是中华人民共和国泉州市境内的一条公共交通线路，全程23.8公里。起讫点为福厦铁路泉州站至仰恩大学第三校区，运营时间为福厦铁路泉州站：6:30-18:10；仰恩大学第三校区：7:40-18:10

## 历史
- 在《环泉州湾城市主干道道路红线规划（总纲）》中，K6路被规划为自晋江始发，经由东石镇、石井镇至泉州与厦门交接处的城际公交线路。但因车辆、驾驶员等方面的问题，该规划被搁置[1]
- 2014年9月29日，泉州市道路运输管理处批准泉州公交发展有限公司（公交集团前身）《关于新辟K6路公交线路的请示》，K6路运行区间调整为泉州火车站-仰恩大学[2]
- 2014年12月20日，泉州公交开通K6路。初期运营区间为福厦高铁泉州站-仰恩大学第三校区，初期运行时间为福厦高铁泉州站6:30-18:10、仰恩大学第三校区7:40-18:10，票价一票制2元/人，使用车辆为1部大金龙XMQ6762NEG3、6部亚星JS6880C93H、2部亚星JS6906GHA，共计9部柴油空调公交车[3][4]
- 2015年12月，K6路接手并增加自7路退下的2部福达FZ6890UF3G3型柴油空调公交车
- 2016年3月4日，K6路闽CY1507号车在途径站前东西大道群峰社区站时，因驾驶员疲劳驾驶，使该车追尾3路闽CYD332号车。造成该车车辆报废，以及车上6人受伤[5][6]
- 2016年12月，K6路接手并更换自45路退下的3部福达FZ6890UF3G3、3部西虎QAC6100NG5-1、2部福达FZ6106UF63，并退役5部JS6880C93H，退下1部XMQ6762NEG3、2部JS6906GHA停备闲置
- 2018年2月，因车况较差及缺驾等原因，K6路退下5部FZ6890UF3G3，并更换自K2路退下的2部FZ6106UF63
- 2018年5月29日，K6路全线更换为自45路退下的6部金旅XML6105JHEVG5CN2型插电式LNG气电混合动力空调公交车，并退下原有的FZ6106UF63和QAC6100NG5-1
- 2019年2月28日，K6路接手并增加自K1路退下的3部大金龙XMQ6802AGBEVL2型空调电动巴士
- 2020年1月27日，为配合洛江区交通局关于新型冠状病毒肺炎防控要求。K6路自当日首班起暂停运行至2月17日。
- 2020年2月18日，K6路恢复运营。并更换3部中通LCK6669EVGC，原配3部金旅XML6105JHEVG5CN2退至K307路。配车数降为6部。
- 2020年7月22日，K6路闽CYF798号车途经阳新街时，因操作失当致使后方一部吊车与其发生追尾，造成该车车身部分损坏[7]
- 2020年10月，K6路归还3部中通LCK6669EVG至302路、306路、307路。并置换回3部大金龙XMQ6802AGBEVL2，配车数不变。
- 2022年3月16日，因疫情防控要求暂停中心市区范围内所有公交线路运营。K6路自当日首班起暂停运营至4月15日。[8]
- 2022年4月16日，K6路恢复运营，运营时间临时调整为双向7:30-17:00。[9]
- 2022年4月18日，K6路运营时间恢复为福厦铁路泉州站6:30-18:10、仰恩大学第三校区7:40-18:10[10]
- 2022年12月27日，受万虹路河市段拓宽改造影响，K6路往福厦铁路泉州站方向临时取消停靠河市中学站。
- 2023年9月25日，自该日起K6路单向增停站前广场站。[11]
- 2024年10月25日，因万虹路新庵岭段拓宽改造，K6路自该日起双向取消途径浮桥村至新庵村等站。改为途径双阳中路、经九路、西环路至西环路口站后原线行驶，并增停埔边站。[12]
- 2025年3月3日，自该日起K6路双向增停双阳社区卫生服务中心站。[13]

## 站点
| 路线 | 路线 | 路线 | 所在地区、街道 | 所在地区、街道               | 站点名               | 备注   |
| ---- | ---- | ---- | -------------- | ---------------------------- | -------------------- | ------ |
|      |      |      | 丰泽区         | 联丰大街 （原 站前东西大道） | 福厦铁路泉州站       | 起讫站 |
|      |      |      | 丰泽区         | 联丰大街 （原 站前东西大道） | 站前广场             | ↑      |
|      |      |      | 丰泽区         | 联丰大街 （原 站前东西大道） | 正骨医院北峰院区     | ↑      |
|      |      |      | 丰泽区         | 联丰大街 （原 站前东西大道） | 群峰社区             |        |
|      |      |      | 洛江区         | 朋虹街 S307                  | 山兜                 |        |
|      |      |      | 洛江区         | 阳光南路                     | 工业区路口           |        |
|      |      |      | 洛江区         | 阳光南路                     | 双阳街道办事处       |        |
|      |      |      | 洛江区         | 阳新街                       | 双阳社区卫生服务中心 |        |
|      |      |      | 洛江区         | 万虹路                       | 前洋社区路口         |        |
|      |      |      | 洛江区         | 万虹路                       | 高厝                 |        |
|      |      |      | 洛江区         | 万虹路                       | 梧宅路口             |        |
|      |      |      | 洛江区         | 万虹路                       | 河市工商所           |        |
|      |      |      | 洛江区         | 双阳中路                     | 埔边                 |        |
|      |      |      | 洛江区         | 万虹路 X304                  | 仰大附中             |        |
|      |      |      | 洛江区         | 万虹路 X304                  | 马甲交警中队         |        |
|      |      |      | 洛江区         | Y195                         | 仰恩大学             |        |
|      |      |      | 洛江区         | Y195                         | 仰恩大学第三校区     | 起讫站 |

## 票价
K6路计价方式为一票制，票价¥2.0。
- 泉通卡普通卡9折，月票卡乘坐刷1次。敬老卡、爱心卡有效
- 可使用泉城通APP及支付宝、云闪付、微信乘车码支付

## 配车
K6路配车数总计6部，其中：
- 大金龙XMQ6802AGBEVL2 6部

- 亚星JS6880C93H
（2014.12 - 2016.12）
- 福达FZ6890UF3G3
（2015.12 - 2018.2）
- 福达FZ6106UF63
（2016.12 - 2018.5）
- 西虎QAC6100NG5-1
（2016.12 - 2018.5）
- 金旅XML6105JHEVG5CN2
（2018.5 - 2020.1）
- 大金龙XMQ6802AGBEVL2
（2019.2 - ）
- 中通LCK6669EVGC
（2020.2 - 2020.10）

## 相关
- 泉州公交线路列表